# Belinda (álbum de Belinda)
Belinda es el álbum debut homónimo de la cantante y actriz hispano-mexicana Belinda. Fue lanzado en México por Sony BMG México e internacionalmente por RCA Records el 5 de agosto de 2003.

## Antecedentes y lanzamiento
Su álbum internacional autotitulado Belinda fue lanzado por Sony BMG y RCA Records el 5 de agosto de 2003, con éxito, ocupando los primeros puestos en muchos países, incluido México. El álbum fue producido por Mauri Stern, Robin Barter, Graeme Pleeth y Rudy Pérez. Incluía sencillos de éxito como "Lo Siento", "Boba Niña Nice", y "Ángel", el sencillo "Vivir", también fue elegido como tema principal de Corazones al límite, una telenovela en la que apareció brevemente. El álbum se editó varias veces entre 2003 y 2004, incluyendo remezclas y temas extra. Belinda se publicó más tarde, el 25 de febrero de 2005, junto con el DVD del Tour Fiesta en la Azotea.
En el 2022, en una entrevista con Los 40 Belinda comentó lo siguiente:

"Los de la disquera me decían: 'No sabemos si vamos a meter tus composiciones porque eres una niña y queremos que cantes estas canciones de estos productores'. Les pedí por favor que me dejarán componer. Sin mis canciones no quería sacar un álbum. Quería cantar lo que yo vivía. Luché, luché, luché y al final pude meter todas mis composiciones. Belinda es un disco que, definitivamente, me marcó."
Belinda

## Promoción
Belinda promocionó el álbum con la gira Fiesta en la Azotea Tour, entre 2004 y 2005. Actuó más de 200 veces por México, Guatemala, Puerto Rico, El Salvador, Panamá, Colombia, Chile, Argentina, Venezuela, Estados Unidos, Portugal y España. La asistencia batió récords con una marca de 1,8 millones de personas. Rompió el récord tras 12 conciertos con entradas agotadas en el Auditorio Nacional. En el Zócalo (Ciudad de México) tuvo una asistencia de más de 125.000 personas.
Interpretó Lo Siento en Escándalo el 14 de julio de 2003; en Hoy el 6 de agosto de 2003, y en TVE el 7 de diciembre de 2003. Boba Niña Nice en Hoy el 6 de agosto de 2003, y en Tesoro de la Navidad el 22 de diciembre de 2003. Ángel en No Manches el 20 de diciembre de 2003; en Raul Gil el 3 de junio de 2004; en Otro Rollo el 26 de julio de 2004, y en El Show de Cristina el 3 de septiembre de 2004. Vivir en No Manches el 14 de agosto de 2004; en Despierta America el 30 de agosto de 2004. No Entiendo en Hoy el 2 de noviembre de 2005; en SIC el 16 de diciembre de 2005, y en TVE el 20 de diciembre de 2005.

## Rendimiento comercial
Belinda debutó en el número 8 de la lista mexicana de álbumes en agosto de 2003. Encabezó la lista durante 4 semanas en 2004 y 4 semanas en 2005. El álbum fue certificado Oro el 7 de septiembre de 2003; Platino el 25 de noviembre de 2003; Platino+Oro el 11 de febrero de 2004; Doble Platino el 5 de noviembre de 2004; Doble Platino+Oro el 1 de diciembre de 2004; Triple Platino el 11 de marzo de 2005; Triple Platino+Oro el 2 de noviembre de 2005.
Debutó en el #72 y posteriormente entró en los 40 Principales en España, donde fue certificado Oro por más de 50.000 copias vendidas. Belinda alcanzó el puesto #6 en U.S. Billboard Latin Pop Albums y vendió más de 177 000 copias en EE. UU. Vendiendo más de 0,5 millones de copias en todo el mundo, es su álbum más vendido.

### Gira
Para la promoción del disco, Belinda realizó una gira promocional por Latinoamérica, denominada tour Fiesta en la Azotea con gran aceptación, y presentándose en el Auditorio Nacional, rompiendo récord de presentaciones del cual se lanzó un DVD titulado Fiesta en la Azotea: en vivo desde el Auditorio Nacional.

## Lista de canciones
| Belinda |                                                   |                                                                                                   |                                          |          |  |
| N.º     | Título                                            | Escritor(es)                                                                                      | Productor(es)                            | Duración |  |
| 1.      | «Lo siento» (I'm Sorry)                           | Lucy Abbot, Sara Eker, Cheryl Parker, Twin, Mauri Stern, Belinda                                  | Mauri Stern, Graeme Pleeth, Robin Barter | 3:30     |  |
| 2.      | «Ángel» (Once In Your Lifetime)                   | Graeme Pleeth, Shellie Poole, Mauri Stern, Belinda                                                | Mauri Stern, Graeme Pleeth, Robin Barter | 3:42     |  |
| 3.      | «Boba niña nice» (Teenage Superstar)              | Daniel Gibson, Jörgen Ringqvist, Mauri Stern, Belinda                                             | Mauri Stern, Graeme Pleeth, Robin Barter | 3:02     |  |
| 4.      | «Vivir» (Any Better)                              | Gustav "Grizzly" Jonsson, Marcus "Mack" Sepehrmanesh, Tommy Tysper, Mauri Stern, Belinda          | Mauri Stern, Graeme Pleeth, Robin Barter | 3:04     |  |
| 5.      | «Princesa»                                        | Adrián Posse, Rudy Pérez, Cynthia Salazar                                                         | Rudy Pérez                               | 3:47     |  |
| 6.      | «Niña de ayer» (Everyday Girl)                    | Fredrik Björk, Per Eklund, Belinda, Mauri Stern                                                   | Mauri Stern, Graeme Pleeth, Robin Barter | 3:26     |  |
| 7.      | «No entiendo» (I Don't Understand You)            | Daniel Gibson, Belinda, Mauri Stern                                                               | Mauri Stern, Graeme Pleeth, Robin Barter | 4:06     |  |
| 8.      | «Be Free»                                         | Belinda                                                                                           | Mauri Stern, Graeme Pleeth, Robin Barter | 3:35     |  |
| 9.      | «¿Dónde iré yo?» (Disposition)                    | Robert Habolin, Mats Jansson, Marcus "Mack" Sepehrmanesh, Belinda, Mauri Stern, Pichardo González | Mauri Stern, Graeme Pleeth, Robin Barter | 3:33     |  |
| 10.     | «Voy a Conquistarte» (I'm Gonna Make You Love Me) | Fredrik Hutt, Asa Karlsson, Peter Landin, Kent Larssen, Belinda, Mauri Stern                      | Mauri Stern, Graeme Pleeth, Robin Barter | 3:23     |  |
| 11.     | «Lo puedo lograr» (Someday)                       | Niklas Hillbom, Thomas Jansson, Mauri Stern, Belinda                                              | Mauri Stern, Graeme Pleeth, Robin Barter | 2:59     |  |
| 12.     | «Sin dolor» (Turn the Page)                       | Andreas Michael Carlsson, Alban Herlitz, Negin Djafari, Belinda, Mauri Stern                      | Mauri Stern, Graeme Pleeth, Robin Barter | 3:51     |  |
| 13.     | «Fuerte»                                          | Adrián Posse, Rudy Pérez                                                                          | Rudy Pérez                               | 3:17     |  |
| 48:15   |                                                   |                                                                                                   |                                          |          |  |

### Relanzamientos
- Lanzado en el 2004 únicamente en España, contiene una canción extra, "No Entiendo", dúo con Andy y Lucas.

| Belinda (Repackage) |                                  |                                            |          |  |
| N.º                 | Título                           | Productor(es)                              | Duración |  |
| 14.                 | «No Entiendo» (con Andy y Lucas) | Maurice Stern, Graeme Pleeth, Robin Barter | 4:06     |  |
| 52:21               |                                  |                                            |          |  |

- Lanzado el 6 de abril de 2004,[23] contiene las 13 canciones de la primera edición más dos remezclas y dos vídeos.

| Belinda (Enhanced). |                                              |          |  |
| N.º                 | Título                                       | Duración |  |
| 14.                 | «Lo Siento» (I'm Sorry (Remix Main Version)) | 5:15     |  |
| 15.                 | «Boba Niña Nice» (Remix Niño Powser)         | 3:14     |  |
| 16.                 | «Lo Siento» (Video)                          |          |  |
| 17.                 | «Boba Niña Nice» (Video)                     |          |  |

- Lanzado en el 2004, contiene las 13 canciones de la primera edición más versiones acústicas y remixes, también incluye un DVD con videos y detrás de cámaras.

| Belinda: Edición Especial |                                                  |          |  |
| N.º                       | Título                                           | Duración |  |
| 14.                       | «Ángel» (Acústica)                               | 3:41     |  |
| 15.                       | «Vivir» (Acústica)                               | 3:14     |  |
| 16.                       | «Lo Siento» (I'm Sorry (Remix Main Version))     | 5:15     |  |
| 17.                       | «Boba Niña Nice» (Niño Powser Mix)               | 5:20     |  |
| 18.                       | «Ángel» (Once In Your Lifetime (Extended Remix)) | 6:26     |  |

| DVD |                              |                  |          |  |
| N.º | Título                       | Director         | Duración |  |
| 1.  | «Lo Siento»                  | Oliver Castro    |          |  |
| 2.  | «Boba Niña Nice»             | Víctor González  |          |  |
| 3.  | «Ángel»                      | Alejandro Lozano |          |  |
| 4.  | «Detrás de Cámaras "Ángel"»  | Juan Williams    |          |  |
| 5.  | «Detrás de Cámaras "Azotea"» |                  |          |  |

### Edición Indonesia
En el 2004 se lanzó únicamente para Indonesia y contiene el tema de la telenovela Amigos por siempre, dos remixes del tema Lo siento y uno de Boba niña nice.
| Belinda (Indonesian Edition). |                                              |          |  |
| N.º                           | Título                                       | Duración |  |
| 14.                           | «Amigos x siempre» (con Martín Ricca)        | 3:15     |  |
| 15.                           | «Lo Siento» (I'm Sorry) (Remix Main Version) | 5:15     |  |
| 16.                           | «Lo Siento» (I'm Sorry) (Remix Radio Edit)   | 3:15     |  |
| 17.                           | «Boba Niña Nice» (Niño Powser Mix)           | 5:18     |  |

### Remixes
En el 2004 se lanzó un CD promocional no comercial que contiene remixes y canciones acústicas de sus primeros cuatro sencillos.
| Belinda Remixes |                                                  |          |  |
| N.º             | Título                                           | Duración |  |
| 1.              | «Ángel» (Once In Your Lifetime (Acústico))       | 3:37     |  |
| 2.              | «Ángel» (Once In Your Lifetime) (Extended Remix) | 6:24     |  |
| 3.              | «Vivir» (Versión Acústica)                       | 3:12     |  |
| 4.              | «Vivir» (Any Better)                             | 3:03     |  |
| 5.              | «Lo Siento» (I'm Sorry) (Remix Main Version)     | 5:15     |  |
| 6.              | «Lo Siento» (I'm Sorry) (Remix Radio Edit)       | 3:15     |  |
| 7.              | «Boba Niña Nice» (Niño Powser Mix)               | 5:18     |  |
| 30:04           |                                                  |          |  |

## Listas, ventas y certificaciones
| Lista (2003 - 2004)                                | Posición |
| -------------------------------------------------- | -------- |
| México Álbumes Top 100                             | 1        |
| EE. UU. Latin Pop Albums Billboard                 | 6        |
| EE. UU. Top Latin Albums Billboard                 | 28       |
| EE. UU. Top Heatseekers (South Atlantic) Billboard | 4        |
| Venezuela Top 40                                   | 37       |
| Argentina Top 20                                   | 3        |
| España Top 100                                     | 72       |
| Lista (2005)                                       | Posición |
| Argentina Top 20                                   | 4        |
| México Top 100 Álbum 2005                          | 52       |
| Chart (2010)                                       | Posición |
| Venezuela Top 40                                   | 12       |

| Región          | Certificación    | Ventas   |
| --------------- | ---------------- | -------- |
| México          | 2x Platino + oro | 250 000  |
| Venezuela       | Platino + oro    | 30 000   |
| Panamá          | Oro              | 10 000   |
| América Central | Platino          | 10 000   |
| Estados Unidos  | Platino          | 80 000   |
| Argentina       | Oro              | 20 000   |
| Colombia        | Oro              | 10 000   |
| Mundo total     | Mundo total      | +800 000 |